# Ouvéa
|  | No s'ha de confondre amb l'illa Uvea, o illa Wallis, que forma el regne d'Uvea.. |

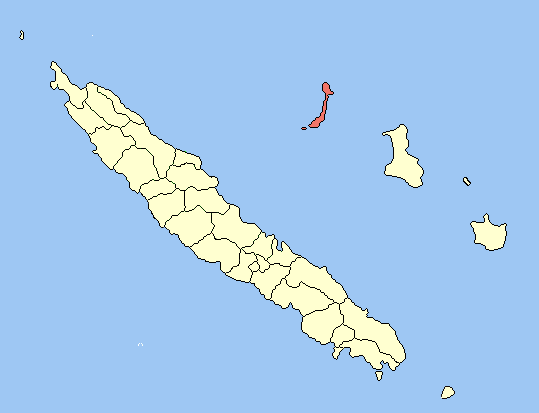
Situació d'Ouvéa

Ouvéa, o Uvea, és l'atol més occidental de l'arxipèlag de les illes Loyauté, al nord-est de Nova Caledònia, del que en constitueix una comuna. La superfície total és de 133 km², amb una altitud màxima de 39 m. L'illa és allargada de nord a sud formada per dues parts unides per un estret istme de 25 km de llarg. Els extrems nord i sud es prolonguen cap a l'oest per una barrera de corall i uns illots disseminats: les Plèiades del Nord i del Sud. La costa oest de l'illa és una llarga platja de 25 km. La capital és Fayahoué.

## Població
A l'illa hi conviuen dues comunitats, una polinèsia i l'altra canac, amb dues llengües però amb una cultura més pròxima a la melanèsia. Colonitzada tant des de l'illa gran de Nova Caledònia (Grande-Terre) com des de Samoa i Tonga, al segle xviii s'hi van establir immigrants polinesis de l'illa Uvea de Wallis i Futuna. Per això a vegades es distingeix Uvea Est (Wallis) d'Uvea Oest (Ouvéa), i s'inclou l'illa en les anomenades illes perifèriques polinèsies. Aquesta comunitat parla l'uveà occidental, o faga uvea, molt pròxim a l'uveà oriental, o wallisià. La llengua dels canacs d'Ouvéa és l'iaai.

## Subdivisió
| Districtes tradicionals | Tribus                                                                                                 |
| ----------------------- | --- |
| Fayaoué                 | Banoutr, Fajawe, Guei, Hnanemeû, Nyimëhë, Hânyâû, Oussaûjeû, Hwaghé, Hulup-St Gabriel, Wakat, Wadrilla |
| Mouli                   | Fayawa, Lekine, Mouli                                                                                  |
| Imone                   | Gossanah                                                                                               |
| Saint Joseph            | Heo-St Joseph, Ognat-Saint Thomas, Téouta-Ounes, Weneki                                                |
| Takedji                 | Takedji                                                                                                |

## Història
Va ser anomenada Britannia Island, pel balener anglès Britannia que hi va arribar el 1803.
El 22 d'abril de 1988, un comando independentista del FLNKS van atacar l'estació de policia de Fayaoué, matant a tres policies morts i ferint-ne un quart a cop de tamiok, que morirà el 24 d'abril. El comando va prendre com a ostatges 27 gendarmes, que van ser traslladats a una cova vora Gossanah. El 5 de maig de 1988, tres dies abans de la segona volta de les eleccions presidencials franceses, la presa d'ostatges acabà de manera violenta. La policia va començar un assalt ordenat per les autoritats metropolitanes. En l'assalt, que va durar unes quantes hores segons la versió oficial dels militars, hi van morir un total de 19 segrestadors i dos soldats.
Alguns periodistes, però, qüestionen aquesta versió i asseguraren que la majoria dels ostatges i segrestadors van sortir vius de la cova i que l'exèrcit francès els va executar per a venjar els gendarmes morts. Aquesta recerca mai s'ha dut a terme oficialment, ja que l'Acord de Nouméa preveia l'amnistia dels responsables dels fets, tant canacs com militars. Dels 19 segrestadors, 12 tenien una bala al cap. El 2008 Michel Rocard declarà haver estat al corrent que hi havia ferits canacs i dos ferits havien estat morts a cops de bota pels militars francesos, entre ells un oficial. Mathieu Kassovintz està preparant una adaptació al cinema d'aquests fets.

## Composició ètnica
- Europeus 0,8%
- Canacs 97,8%
- Polinèsics 0,3%
- Altres, 1,1%

## Administració
| Període   | Identitat        | Partit                       |
| --------- | ---------------- | ---------------------------- |
| 1967-1977 | Laurent Ihmeling |                              |
| 1977-1983 | Malaki Capoa     | LKS                          |
| 1984-1989 | Ohwan Hossea     | FI, després FLNKS-FULK       |
| 1989-2001 | Cyriaque Aloisio | FLNKS-UC                     |
| 2001-2008 | Boniface Ounou   | FI, després FLNKS-UNI-Palika |
| 2008-     | Maurice Tillewa  | FLNKS-UC                     |

## Galeria d'imatges

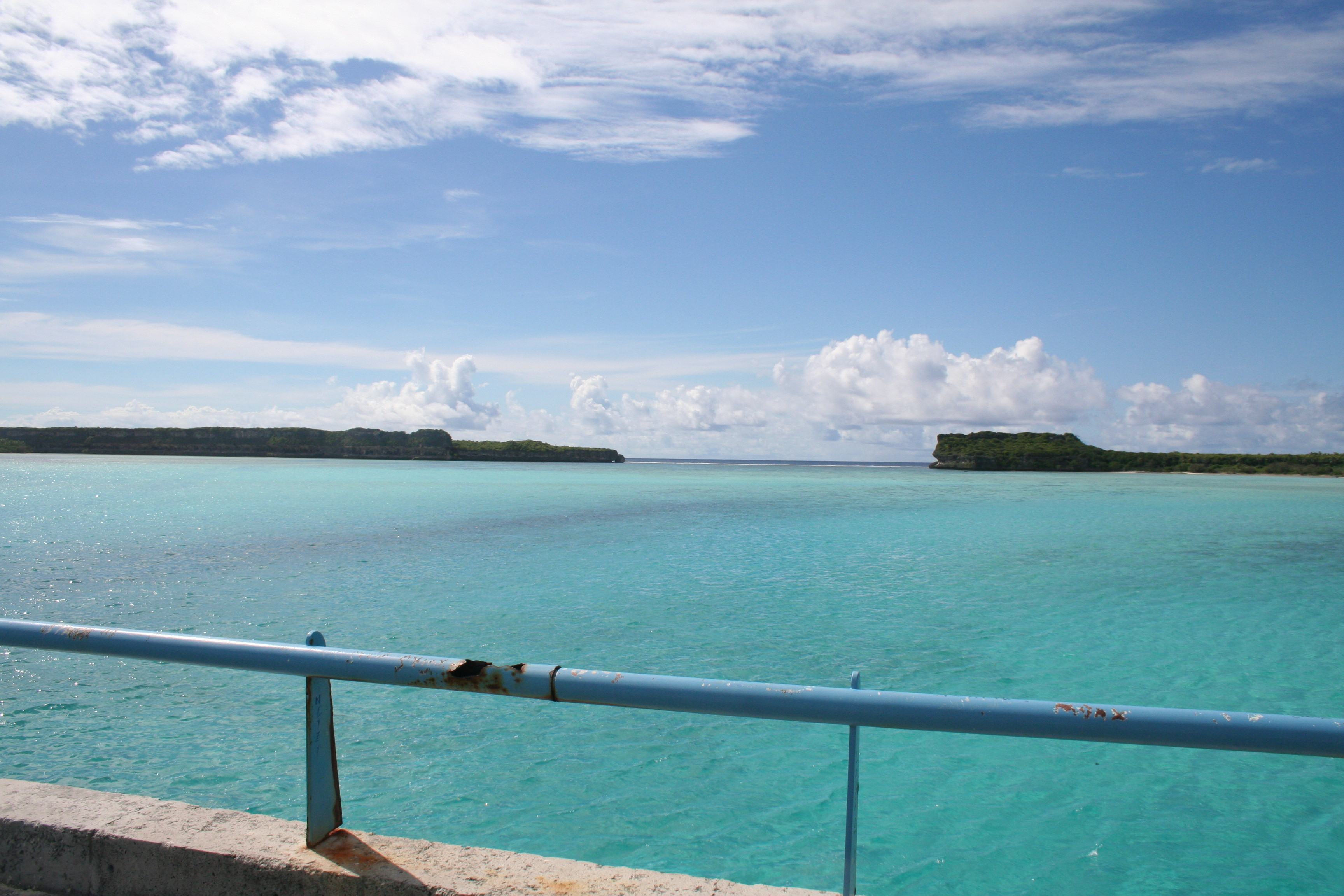
Vista del Pont de Mouli
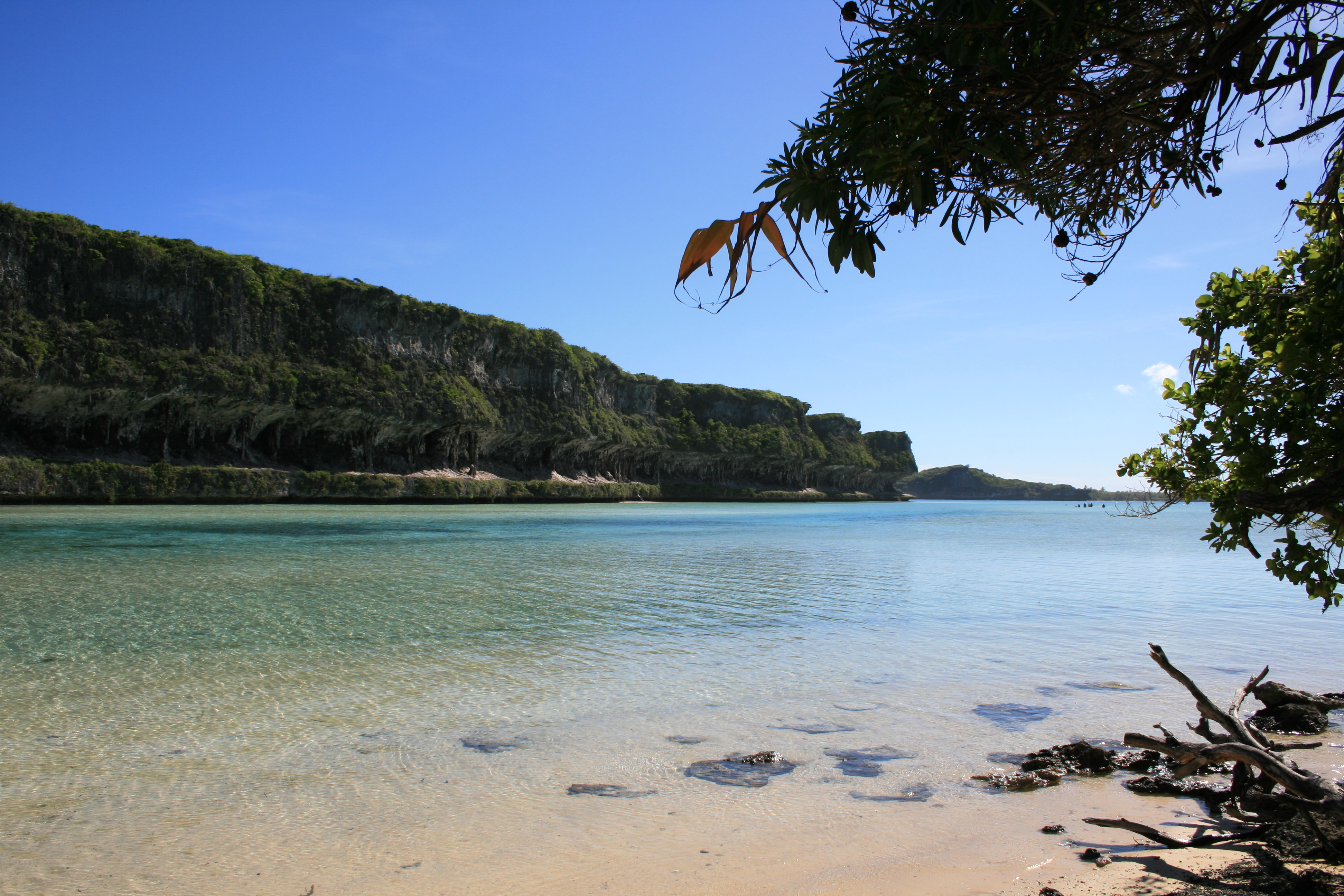
Penya-segats de Lekini
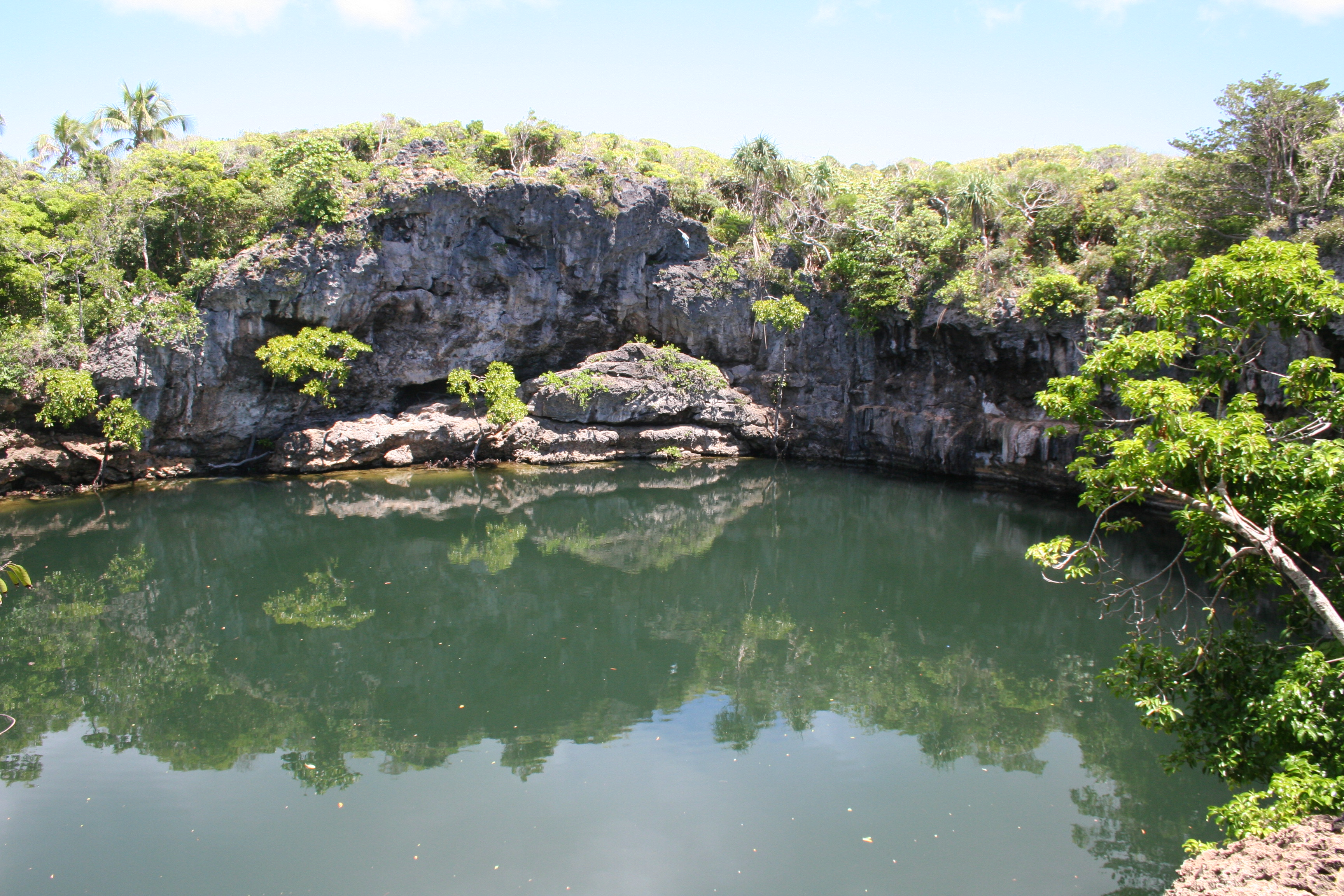
Badia de les tortugues